# Řikov
Řikov är en ort i Tjeckien. Den ligger i den nordöstra delen av landet, 120 km öster om huvudstaden Prag. Řikov ligger 277 meter över havet och antalet invånare är 169.
Terrängen runt Řikov är platt åt sydväst, men åt nordost är den kuperad. Runt Řikov är det ganska glesbefolkat, med 40 invånare per kvadratkilometer. Närmaste större samhälle är Náchod, 10,9 km öster om Řikov. Trakten runt Řikov består till största delen av jordbruksmark.